# Barbara Beckett
Barbara Beckett (* um 1955) ist eine nordirische Badmintonspielerin. 

## Karriere
Barbara Beckett erkämpfte sich 1973 ihre ersten Titel sowohl bei den irischen Meisterschaften als auch bei den Irish Open. Im gleichen Jahr siegte sie auch bei den Welsh International. 1980 wurde sie Erste bei den Scottish Open. Insgesamt gewann sie 20 nationale Titel.

## Sportliche Erfolge
| Saison    | Veranstaltung                               | Disziplin   | Platz | Name                                  |
| --------- | ------------------------------------------- | ----------- | ----- | ------------------------------------- |
| 1972      | Welsh International                         | Dameneinzel | 1     | Barbara Beckett                       |
| 1972      | Welsh International                         | Mixed       | 1     | Clifford McIllwayne / Barbara Beckett |
| 1973      | Irland: Einzelmeisterschaften               | Mixed       | 1     | Adrian Bell / Barbara Beckett         |
| 1973      | Irland: Einzelmeisterschaften               | Dameneinzel | 1     | Barbara Beckett                       |
| 1973      | Irish Open                                  | Dameneinzel | 1     | Barbara Beckett                       |
| 1973      | Irish Open                                  | Damendoppel | 1     | Barbara Beckett / Lena McAleese       |
| 1973      | Irish Open                                  | Mixed       | 1     | Adrian Bell / Barbara Beckett         |
| 1973      | Welsh International                         | Mixed       | 1     | Clifford McIlwaine / Barbara Beckett  |
| 1973      | Welsh International                         | Dameneinzel | 1     | Barbara Beckett                       |
| 1974      | Irland: Einzelmeisterschaften               | Mixed       | 1     | Adrian Bell / Barbara Beckett         |
| 1974      | Irland: Einzelmeisterschaften               | Dameneinzel | 1     | Barbara Beckett                       |
| 1974      | Irland: Einzelmeisterschaften               | Damendoppel | 1     | Barbara Beckett / Lena McAleese       |
| 1974      | Welsh International                         | Dameneinzel | 1     | Barbara Beckett                       |
| 1974      | Welsh International                         | Damendoppel | 1     | Barbara Beckett / Sue Alfieri         |
| 1974/1975 | Deutschland: Internationale Meisterschaften | Damendoppel | 3     | Irmgard Gerlatzka / Beckett           |
| 1974/1975 | Deutschland: Internationale Meisterschaften | Mixed       | 2     | Horst Lösche / Beckett                |
| 1975      | Irland: Einzelmeisterschaften               | Damendoppel | 1     | Barbara Beckett / F. Cunningham       |
| 1975      | Irland: Einzelmeisterschaften               | Mixed       | 1     | R. Rodick / Barbara Beckett           |
| 1975      | Irland: Einzelmeisterschaften               | Dameneinzel | 1     | Barbara Beckett                       |
| 1976      | Irish Open                                  | Dameneinzel | 1     | Barbara Beckett                       |
| 1976      | Irland: Einzelmeisterschaften               | Mixed       | 1     | John Scott / Barbara Beckett          |
| 1976      | Irish Open                                  | Damendoppel | 1     | Yvonne Kelly / Barbara Beckett        |
| 1976      | Irish Open                                  | Mixed       | 1     | John Scott / Barbara Beckett          |
| 1976      | Irland: Einzelmeisterschaften               | Dameneinzel | 1     | Barbara Beckett                       |
| 1976      | Irland: Einzelmeisterschaften               | Dameneinzel | 1     | Barbara Beckett                       |
| 1976      | Irland: Einzelmeisterschaften               | Damendoppel | 1     | Barbara Beckett / F. Cunningham       |
| 1978      | Irland: Einzelmeisterschaften               | Mixed       | 1     | Bill Thompson / Barbara Beckett       |
| 1978      | Irland: Einzelmeisterschaften               | Dameneinzel | 1     | Barbara Beckett                       |
| 1979      | Irland: Einzelmeisterschaften               | Damendoppel | 1     | Barbara Beckett / Diane Underwood     |
| 1979      | Irland: Einzelmeisterschaften               | Dameneinzel | 1     | Barbara Beckett                       |
| 1979      | Irland: Einzelmeisterschaften               | Mixed       | 1     | Bill Thompson / Barbara Beckett       |
| 1980      | Irland: Einzelmeisterschaften               | Damendoppel | 1     | Barbara Beckett / Diane Underwood     |
| 1980      | Irland: Einzelmeisterschaften               | Dameneinzel | 1     | Barbara Beckett                       |
| 1980      | Northumberland International                | Damendoppel | 1     | Gillian Gilks / Barbara Beckett       |
| 1981      | Northumberland International                | Damendoppel | 1     | Gillian Clark / Barbara Beckett       |
| 1983      | Irland: Einzelmeisterschaften               | Dameneinzel | 1     | Barbara Beckett                       |
| 1983      | Irland: Einzelmeisterschaften               | Damendoppel | 1     | Barbara Beckett / D. Freeman          |
| 1984      | Scottish Open                               | Damendoppel | 1     | Barbara Beckett / Alison Fulton       |
| 1986      | Irland: Einzelmeisterschaften               | Dameneinzel | 1     | Barbara Beckett                       |